# Dendrortyx
Dendrortyx là một chi chim trong họ Odontophoridae.